# Piezoelektrischer Transformator
Ein piezoelektrischer Transformator (PT) ist eine Bauform eines Resonanztransformators, welcher auf Piezoelektrizität basiert und im Gegensatz zu den herkömmlichen magnetischen Transformatoren ein elektromechanisches System darstellt. Er dient dazu, eine zugeführte elektrische Wechselspannung einer bestimmten Frequenz, welche von den mechanischen Abmessungen des Transformators bestimmt wird, in eine höhere oder niedrigere Wechselspannung umzusetzen. Anwendungsbereiche liegen bei Resonanzwandlern in der Erzeugung einer Hochspannung, wie sie für die Versorgung von Leuchtröhren (CCFL), welche früher häufig zur Hintergrundbeleuchtung in TFT-Monitoren eingesetzt wurden, benötigt wird.
Piezoelektrische Transformatoren (PT) erzeugen hohe elektrische Felder über den piezoelektrischen Effekt. Diese Felder sind in der Lage, Gase und Flüssigkeiten durch elektrische Anregung zu ionisieren. An der Sekundärseite des PT erzeugt das elektrische Wechselfeld eine starke Polarisation bis hin zu Anregung und Ionisation von Atomen und Molekülen. Dieser Prozess kann ein piezoelektrisch gezündetes Mikroplasma, PDD (Piezoelectric Direct Discharge Plasma) zünden. PDDs haben Eigenschaften, die den typischen dielektrischen Barriereentladungen (DBD) entsprechen. PDDs können in einem weiten Druckbereich von 0,01 mbar und 2000 mbar gezündet werden.

## Allgemeines

Aufbau eines piezoelektrischen Transformators mit Piezokristall,
Ersatzschaltbild unten.

Erste Arbeiten zur elektromechanischen Energieumsetzung mittels Piezoelektrizität wurden von Charles A. Rosen (1917–2002) im Jahr 1956 veröffentlicht. Er erhielt 1958 ein Patent auf einen entsprechenden Wandler, wovon sich auch die Bezeichnung Rosen-Transformator für eine Bauform ableitet, welche in nebenstehender Abbildung schematisch dargestellt ist. Zu der damaligen Zeit waren allerdings noch nicht passende Werkstoffe, sogenannte Ferroelektrika wie das Blei-Zirkonat-Titanat (PZT) für den praktischen Einsatz verfügbar. Piezoelektrische Transformatoren erreichten erst in den 1990er-Jahren in verschiedenen Nischenanwendung wie bei Hintergrundbeleuchtung von TFT-Displays im Bereich der Resonanzwandler eine gewisse wirtschaftliche Bedeutung.
Bei piezoelektrischen Transformatoren wird die primärseitig zugeführte Wechselspannung {\displaystyle U_{\mathrm {p} }} über die an den Kristall aufgedampften Elektroden zunächst in eine mechanische Schwingung umgewandelt. Die Frequenz ist dabei wesentlich von der Geometrie und dem mechanischen Aufbau abhängig. Dadurch bildet sich innerhalb des Ferroelektrikums eine mechanische Welle aus, welche durch den piezoelektrischen Effekt auf der sekundärseitigen Elektrode eine Ausgangsspannung {\displaystyle U_{\mathrm {s} }} erzeugt. Je nach Geometrie des Kristallplättchens und Position der Elektroden am Kristall ist diese Ausgangsspannung höher oder niedriger als die Eingangsspannung. Eine galvanische Trennung ist beim Rosen-Transformator nicht möglich.
Piezoelektrische Transformatoren eignen sich nur zur Übertragung kleiner Leistungen. Typische Leistungsbereiche liegen im Bereich einiger weniger Watt bis zu einigen 10 W bei Resonanzfrequenzen um einige 10 kHz bis zu einigen 100 kHz. Es lassen sich damit vergleichsweise einfach hohe, sinusförmige Wechselspannungen erzeugen, wie sie zur Versorgung von Leuchtröhren benötigt werden. Bei herkömmlichen magnetischen Transformatoren stellt insbesondere bei hohen Ausgangsspannungen die Isolation der Wicklungen eine technologische Schwierigkeit bzw. einen hohen Kostenfaktor dar, da es bei Spannungsüberhöhungen leicht zu elektrischen Überschlägen zwischen den Wicklungen kommen kann. Bei piezoelektrischen Transformatoren besteht dieses Isolationsproblem prinzipbedingt nicht, womit sich kostengünstige und mit hohen Standzeiten ausgestattete Resonanzwandler für CCFL-Beleuchtungen herstellen lassen.

## Piezoelektrischer Transformator als kalte Plasmaquelle
Parasitäre Entladungserscheinungen am PT sind unerwünscht, allerdings kann dieser Effekt auch gezielt eingesetzt werden.
Beim Konzept der Piezoelektrischen Direkten Entladung (PDD, Piezoelectric Direct Discharge) kann ein Plasma direkt gezündet werden. Ähnlich wie bei einer stillen elektrischen Entladung (DBD: dielectric barrier discharge) kommt es bei ausreichend hohen oszillierenden Feldstärken zu einer kalten Entladung. Aufgrund der hohen Feldinhomogenität und des Frequenzeinflusses kann auch unter atmosphärischen Bedingungen das umgebende Gas ionisiert werden, ohne dass hierzu die absolute Zündspannung unterhalb der Paschen-Kurve liegen muss.
Zur Erzeugung von PDD-Plasma (Piezoelectric Direct Discharge Plasma) sind PT vom Typ Rosen (Rosen type PT) besonders geeignet, da dieser Typ hohe Leistungsdichten und sehr hohe Übersetzungsverhältnisse liefert. Transformationsverhältnisse von mehr als 1000 können in der Praxis erreicht werden. Resonanzfrequenzen zwischen 10 kHz bis 500 kHz sind für das Zünden von PDD-Plasma optimal. Wird der Leistungstreiber optimal an die Resonanz und an die Impedanz des PT angepasst, erfolgt die Konversion in den Entladungsprozess mit hohem Wirkungsgrad im Gesamtsystem. Das Betriebsverhalten des Systems unter PDD-Bedingungen unterscheidet sich stark vom elektrischen Kleinsignalverhalten des Systems. An der Schwelle der Zündung der Entladung steigt die Dämpfung des PT, die eingekoppelte Leistung steigt und die Resonanzfrequenz verschiebt sich. Um die PDD zu stabilisieren, kann z. B. die Frequenz nachgeregelt werden (Frequenz-Tracking).
Ozongeneratoren, die auf PDD beruhen und mit Luft betrieben werden, liefern eine mittlere Ozonkonzentration mit der höchsten Effizienz der bislang bekannten Systeme. Bei Betrieb mit einer He/Xe-Mischung wird harte UV-Strahlung VUV (Peak bei 172 nm, Xe* Excimer) emittiert. Die Gastemperatur im Plasmavolumen liegt bei PDD typischerweise bei Umgebungstemperatur 300+20 K. Elektronendichten von ca. 1014 und 1016 m−3 werden erreicht. Damit liefert PDD ein typisches „kaltes“ Nichtgleichgewichtsplasma. Diese Eigenschaften von PDD eröffnen vielfältige Anwendungsmöglichkeiten. PDD Geräte werden eingesetzt in der medizinischen Forschung, zur Keimreduktion, Geruchsreduktion und in der Mikrobiologie. Typische Industrieanwendungen umfassen die Oberflächenaktivierung zur Optimierung von Benetzungs- und Hafteigenschaften bei Kunststoffen z. B. bei Druck-, Lackierungs- und Klebprozessen.